# Liam af Luxembourg
Liam af Luxembourg (født 28. november 2016) er en luxemburgsk prins. Han er andet barn af Félix af Luxembourg og dennes kone Claire af Luxembourg. 
Den 22. april 2017 blev prins Liam døbt i Vatikanet. Hans faddere var hans onkel, prins Sébastien af Luxembourg, og Anna-Maria Pamin. 